# Visa
Visa Inc. ([ˈviːzə] или [ˈviːsə]) — американская транснациональная компания, предоставляющая услуги проведения платёжных операций. Является основой одноимённой ассоциации. С 20 сентября 2013 года цена её акций участвует в расчёте индекса Доу Джонса.
VISA International Service Association (рекурсивный акроним) — международная платёжная система. В настоящее время ассоциация включает в себя две компании (ранее их было четыре): Visa Inc. (США, Фостер-Сити), которой принадлежат все права на торговую марку и применяемые технологии, и Visa Europe Services Inc. (Великобритания, Лондон), которая управляется европейскими банками и действует при использовании лицензий Visa Inc.
Общий объём оборотов по картам Visa составляет 8,3 триллиона долларов США. Карты Visa принимаются к оплате в торговых точках более 200 стран мира. Организация играет центральную роль в разработке инновационных платёжных продуктов и технологий, которые используют 15 500 финансовых организаций (по данным на 31 марта 2019 года). В мире насчитывается более 3,4 млрд карт Visa по состоянию на 31 декабря 2018 года, которые принимаются к оплате в более чем в 53,9 миллиона торговых точек.
Основой платёжной системы является VisaNet — глобальная инновационная процессинговая сеть, которая обрабатывает свыше 65 000 транзакций в секунду.
Visa от Mastercard отличается в основном ориентацией на операции в долларах, тогда как Mastercard — на операции в долларах и евро.

## История

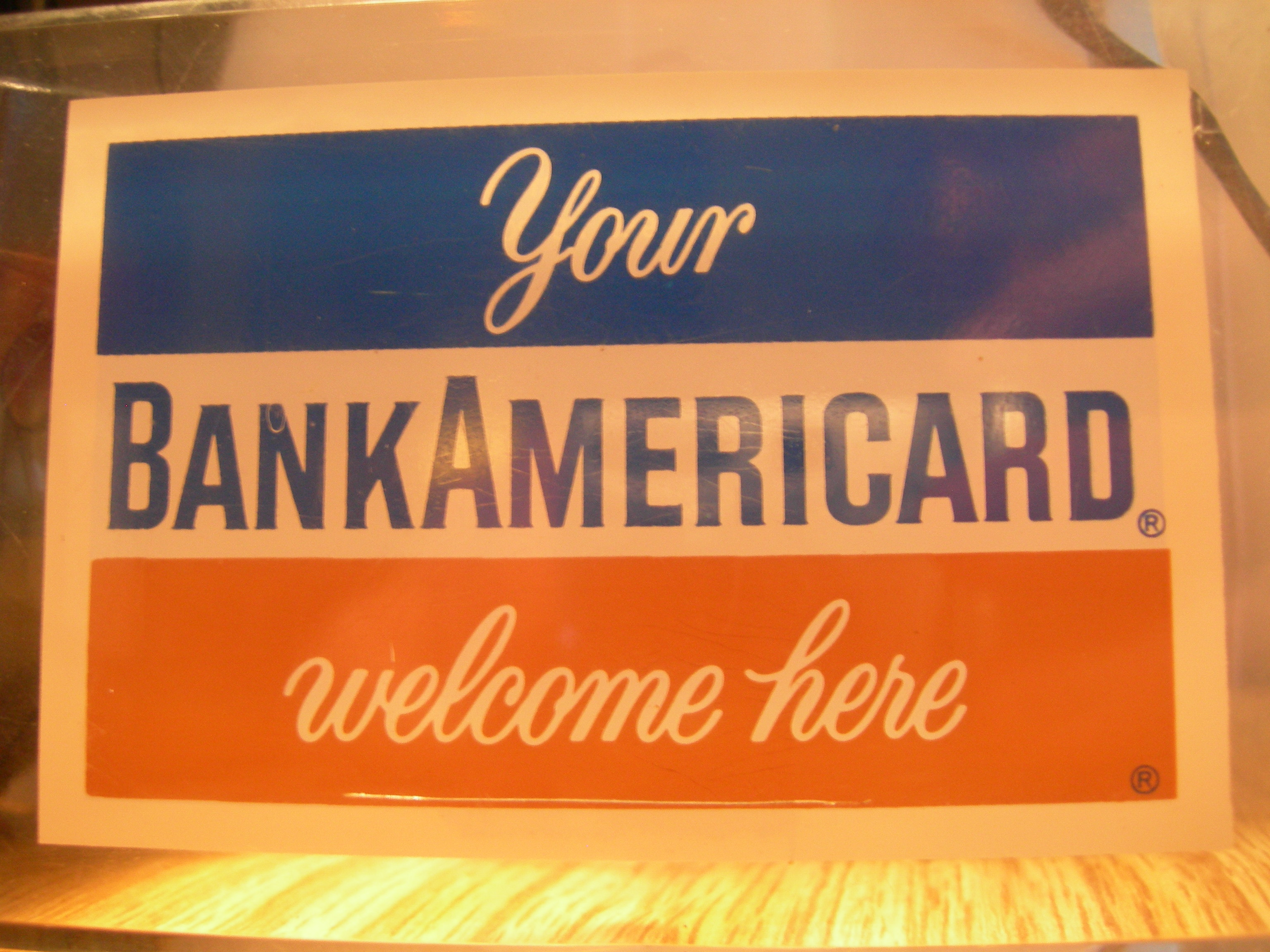
Вид старой BankAmericard

В 1958 «Bank of America» выпустил сине-бело-золотую карту «БанкАмерикард». C ростом национальной популярности карт банка BankAmerica для их поддержки была учреждена отдельная организация «BankAmericard Service Corporation», в которой сосредоточились все операции с карточками «БанкАмерикард», и которая начала продавать лицензии на выпуск карт другим банкам. Последние должны были придерживаться стандартов и правил обращения с картами. По своему статусу это была ассоциация, членами которой становились банки.
Название «BankAmericard» могло ограничить дальнейшее развитие этой платёжной системы. Название не пользовалось популярностью на Восточном побережье США, в Канаде, в Великобритании и Мексике. Причины: оно содержало название самого крупного на то время банка в мире; США не были популярны за границей из-за войны во Вьетнаме. В этих странах банки использовали местные торговые марки. Поэтому было принято решение найти более подходящее название, отвечающее следующим критериям: короткое, удобное для графической обработки, запоминающееся, одинаково звучащее на всех языках, не имеющее других значений ни в одном языке, допускающее регистрацию торгового названия. В итоге было выбрано слово VISA. Первая транзакция картой с новым логотипом была осуществлена 26 июля 1976 года. Перестали использоваться местные названия: — BankAmericard, Chargex, Carte Bleue, Bank Union, Banco Credito и Sumitomo Card, что упростило маркетинговую коммуникацию. Название «BankAmericard» осталось лишь как название карт «Bank of America» .
В октябре 2007 года как отдельное юридическое лицо учреждена корпорация «Visa Inc.», а Visa U.S.A., Visa International, Visa Canada и Inovant стали прямыми или косвенными филиалами компании. Visa Europe не стала филиалом, а остаётся в собственности и управляется европейскими финансовыми учреждениями — членами ассоциации.
История Visa в России насчитывает более 30 лет. Первым российским финансовым институтом Visa в 1988 г. стало АО «Интурист». В марте 1988 года в рамках «Интуриста» была организована компания Интуркредиткард специально для работы с программой Visa. Первые пластиковые карты Visa были выданы АО «Интурист» советской олимпийской сборной, направлявшейся на Олимпийские игры в Сеул в сентябре 1988 года.
В 1989 году Сбербанк СССР стал первым советским, ныне российским, банком — членом Visa. Число российских банков — членов Visa с тех пор неуклонно росло.
Первый банкомат, в котором принимались карты Visa, был установлен в Москве в 1992 году Мосбизнесбанком. Представительство компании Visa International Service Association открылось в Москве в 2000 году. 18 декабря 2012 года компания внесена Центральным банком РФ в реестр операторов платёжных систем под номером 11.
На сегодняшний день клиентами компании в России являются более 220 банков. Всего в России выпущено более 130 млн карт, которые принимают более чем в 2 миллионах торгово-сервисных предприятий по всей стране.
Россия являлась ключевым рынком региона Visa CEMEA.
С апреля 2019 года Visa увеличила максимальный лимит для покупок картой на сумму до 3 тыс. руб. (до 2023 года у крупнейшего эквайера и эмитента в России Сбербанка лимит составлял 1 тыс. руб., по некоторым картам Сбербанка до сих пор сохраняется данный лимит), которые можно совершать без введения ПИН-кода.
В настоящее время «ВИЗА Интернашенел» разделена на 6 регионов:
- AP Region — Азиатско-Тихоокеанский регион (включая Австралию и Новую Зеландию);
- Canada Region — Канада;
- Visa CEMEA — Центральная и Восточная Европа, Ближний Восток, Средний Восток и Африка;
- Visa Europe — в основном страны Западной Европы;
- LAC Region — Латинская Америка и Карибский регион;
- US Region — США.

## Критика и споры

### Викиликс
7 декабря 2010 г. Visa Europe начала приостанавливать платежи сайту Wikileaks. Не вдаваясь в детали, компания заявила, что «ожидает расследования относительно характера этого бизнеса и не противоречит ли он правилам эксплуатации Visa». В свою очередь Datacell, IT-компания, которая обеспечивала получение пожертвований сайту Wikileaks через кредитные и дебетные карты, заявила, что примет правовые меры против Visa Europe. 8 декабря хактивисты «Анонимус» провели DDoS-атаку на visa.com, в результате которой сайт был выведен из строя. Несмотря на то, что «финансовая компания Teller AS (нанятая компанией Visa) не нашла нарушений в деятельности Wikileaks и Sunshine Press (юридическое лицо для сбора пожертвований для Wikileaks)», Visa Europe заявила в январе 2011 г., что «будет продолжать блокировать пожертвования для сливающего секреты сайта [secret-spilling site], пока не завершит собственное расследование».
Верховный комиссар ООН по правам человека Нави Пиллэй заявила, что Visa может «нарушать право Wikileaks на свободу выражения мнения», отказывая сайту в услугах.
Судебные органы Исландии решили, что Valitor (компания, связанная с Visa и Mastercard) нарушила закон, когда запретила делать пожертвования сайту при помощи кредитной карты. Судьи постановили, что пожертвования должны быть возвращены на сайт в течение 14 дней, иначе компания будет оштрафована на 6000 долларов за каждый день задержки.

### Блокировка доступа для российских организаций
C 21 марта 2014 года Министерство финансов США ввело санкции против некоторых российских физических лиц и организаций. В целях соответствия законодательству США компания Visa International Service Association приостановила доступ к сети Visa для таких организаций. Среди первых пострадавших — клиенты банков АКБ «Россия», «Инвесткапиталбанк», СМП Банк, «Финсервис», «Собинбанк», и другие. Уже пострадало из-за действий Visa и Mastercard семь российских банков.
8 января 2018 года платёжная система Visa объявила о прекращении обслуживания предоплаченных биткойн-карт в Европе из-за разногласий с Европейским партнёром «Wave Crest».
В марте 2022 года, после начала вторжения России на Украину, платёжные системы Visa и Mastercard заявили о том, что прекращают свою деятельность в России. Трансграничные платежи заблокированы (карты из России не будут работать за её пределами, а иностранные карты не будут работать в России). Внутри страны карты продолжают работать, поскольку с 2015 года операции по ним обрабатывает НСПК.

### Приостановка деятельности в Туркменистане
Государственный банк внешнеэкономической деятельности Туркменистана 13 апреля 2019 года прекратил выпуск и замену платёжных карточек Visa Electron. В некоторых регионах страны приостановили выпуск и замену всех остальных видов карт Visa.

## Показатели деятельности
В 1980-х—1990-х Visa предложила клиентам первые элитные карты, создала первую глобальную систему банкоматов, разработала новые смарт-карты и карты предоплаты.
Visa инициировала создание u-commerce, или всемирной (universal) коммерции — возможность заниматься коммерцией в любой точке мира, в любое время и любым способом.
Под универсальной коммерцией подразумеваются:
- Транзакции, традиционно совершаемые в торговых и сервисных предприятиях.
- Платежи по телефону, по почте или по факсу.
- Совершение покупок в Интернете с помощью персонального компьютера, мобильного телефона, ручного радиоустройства или приставки, так называемые электронная и мобильная коммерция (e-commerce, m-commerce).
- Платежи с использованием мобильного телефона или переносного компьютера, которые отправляют информацию по оплате с помощью сигналов на терминал, а также принимают ответный сигнал. Visa уже провела ряд успешных тестовых транзакций с использованием этого способа коммуникаций.
- Платежи в терминалах самообслуживания, таких, как колонки бензозаправок, торговые автоматы и банкоматы.[22]

VisaNet — процессинговая платёжная сеть Visa. По состоянию на апрель 2012 года через VisaNet в секунду по всему миру происходит 24 тысячи транзакций по карточкам Visa (130 млн транзакций в день).

### Деятельность в России
18 декабря 2012 года платёжная система Visa зарегистрирована в реестре операторов платёжных систем Банка России (оператор — ООО «Платёжная система „Виза“»; расчётный центр — ОАО Банк ВТБ).
Россия является ключевым рынком региона Visa CEMEA. В 1994 году в стране насчитывалось всего около 30 000 карт Visa. Стабильный и уверенный рост привёл к тому, что обороты в России составили 48 % от общего объёма операций (220 млрд долларов) в регионе CEMEA (включающего 82 страны Центральной и Восточной Европы, Ближнего Востока и Африки). По данным Visa International, российские банки выпустили 39,4 млн карт Visa, что на 47 % больше результатов предыдущего года.
Постоянный рост оборотов показывает, что россияне стали более активно пользоваться картами Visa не только для снятия наличности, но и для оплаты товаров и услуг. Так, оборот по картам Visa в торгово-сервисной сети в России на конец 1 квартала 2007 года увеличился на 76 % по сравнению с аналогичным периодом 2006 года и составил более 6,7 миллиарда долларов США. Количество транзакций по картам Visa в торгово-сервисной сети увеличилось на 75 % и превысило 113 миллионов.
В России карты Visa обслуживаются почти в 166 тысячах торговых точек и более чем в 36 тысячах банкоматов.
В 2019 году платёжная система Visa разрабатывает модель оплаты по QR-коду в магазинах России.
На начало 2019 года доля выпущенных пластиковых карт Visa в России составляет 39,5 %.
В марте 2019 года Visa объявила о намерении открыть своё криптовалютное подразделение — Visa Crypto Team.
С 13 апреля 2019 года Visa расширила максимальный лимит на покупки картой на сумму до 3 тыс. руб. (раньше — до 1 тыс. руб) можно совершать без введения ПИН-кода. Банки заявили, что готовы к этому новшеству, но будут внедрять его постепенно. Также в этом месяце компания заявила, что запускает новую услугу, пилотный проект по снятию наличных на кассах в торговых точках. Сервис будет протестирован с сетью сыроварен «Русский пармезан» и Россельхозбанком, а в дальнейшем запущен по всей России и по картам других банков.
В связи с вторжением России на Украину платёжная система Visa прекратила работу в России с 10 марта 2022 года. Процессинг карт системы, эмитированных российскими банками и происходивший в России при посредничестве НСПК, был продолжен без участия самой системы VISA, а сроки их действия после истечения продлялись банками из опасения дефицита чипов для платёжных карт.
Крупнейший эквайер и эмитент карт Visa в России Сбербанк увеличил лимит без ПИН-кода до 3 тыс. руб. только в марте 2023 (по некоторым картам до сих пор действует лимит в 1 тыс. руб.).
В 2024 года подразделение Visa в России сменило название с ООО «Виза Интернешнл Консолидэйтид Саппорт Сервисез» на ООО «Виза». В сентябре 2024 года компания подала заявку на регистрацию товарного знака.
В августе 2025 года пресс-служба ЦБ РФ объявила о том, что регулятор прорабатывает сроки прекращения обслуживания старых карт VISA, выпущенных российскими банками, но конкретные даты и порядок прекращения обслуживания ещё не определены.

## Структура корпорации
До 3 октября 2007 Visa включала в себя 4 различные зарегистрированные структуры по всему миру, где работало около 6000 человек: Visa International Service Association («VISA»), материнскую компанию Visa U.S.A. Inc., Visa Canada Association, и Visa Europe Ltd. Последние три структуры имели статус членов группы Visa International Service Association. Остальные регионы мира (Visa Latin America [LAC], Visa Asia Pacific, Visa Central и Eastern Europe, Ближний восток и Африка (CEMEA)) управлялись отделами внутри самой компании VISA.

### Акционеры
По состоянию на март 2017 — крупнейшие акционеры среди институциональных инвесторов:
- The Vanguard Group (6.7 %)
- BlackRock (6.1 %)
- FMR, LLC (4.7 %)
- T. Rowe Price (4.7 %)
- State Street Corporation (4.5 %)

### IPOи реструктуризация
11 октября 2006 Visa объявила об объединении бизнесов и создании публичной компании, Visa Inc.
При проведении изменений Visa Canada, Visa International, и Visa U.S.A. были объединены в одну бизнес-структуру. Отделение, отвечающее за операции в Западной Европе, стало отдельным, управляющимся несколькими европейскими банками, имеющими пакеты акций Visa Inc. Всего более 35 банков участвовали в сделке, вложив различные суммы денег.
3 октября 2007 Visa полностью окончила реструктуризацию Visa Inc. Новая компания стала важным шагом на пути к IPO. Следующий шаг был сделан 9 ноября 2007, когда Visa Inc. предоставила данные SEC о проведении IPO на сумму 10 млрд долларов. 25 февраля 2008 Visa сообщила, что на IPO будет выведена лишь половина всех акций компании. IPO началось 18 марта 2008. Visa продала 406 миллионов акций по цене 44 доллара за акцию (что было на 2 доллара выше максимально ожидавшейся цены в 42 доллара). Было выручено 17,9 млрд долларов, что стало рекордом за всю историю проведения IPO компаниями в США. 20 марта 2008 учредители IPO (включая JP Morgan, Goldman Sachs & Co., Bank of America Securities LLC, Citi, HSBC, Merrill Lynch & Co., UBS Investment Bank и Wachovia Securities) использовали имевшийся у них опцион с превышением, купив 40,6 млн акций VISA. В итоге компании удалось продать 446,6 миллионов акций, выручив за них рекордную сумму — 19,1 млрд долларов. Сейчас акции VISA торгуются на NYSE, её символом является буква «V».

## Типы выпускаемых карт
- Visa Electron — самый простой вид карт с некоторыми ограничениями по транзакциям. Не имеет выпуклых элементов, что ограничивает возможность использования этого вида карт в терминалах, основанных на снятии оттиска с карты (механическое копирование без подключения к базе данных). Как правило, установлены минимальные лимиты на операции и минимальные гарантии.
- Visa Virtual card — карта для совершения платежей через интернет. Порой «выпускается» без физической выдачи карты. Фактически, это предоставление владельцу лишь реквизитов карты (номер, CVV2, дата действия и т. п.), которые можно использовать для оплаты через Интернет. Удешевляется эмиссия карты, но снижается защищённость. Обычно являются предоплаченными в момент эмиссии и не предусматривают возможность пополнения. Могут быть анонимными, что иногда вызывает трудности при обработке в платёжных системах с обязательной верификацией имени владельца.
- Visa Classic — карта со стандартным набором функций. Сюда входят платежи в большинстве торговых точек, принимающих карты, бронирование различных товаров и услуг в Интернете, страхование находящихся на счету денег и многое другое.
- Visa Gold — карта, которая имеет дополнительные гарантии платёжеспособности держателя, более высокие платёжные и кредитные лимиты по сравнению с Classic, а также ряд дополнительных сервисов, среди которых экспресс-выдача наличных и экстренная замена карты в случае утери или кражи карты вдали от банка-эмитента, дополнительные скидки и привилегии в таких сферах, как путешествия, прокат автомобилей, покупки эксклюзивных товаров и услуг. Как правило, вместе с обязательными привилегиями от платёжной системы, банки-эмитенты карт предлагают собственные дополнительные услуги для держателей карт Gold и более высокого уровня.
- Visa Platinum — элитная карта, которая обычно предоставляет возможность владельцу получить дополнительные услуги, скидки, страховки в объёмах, превышающих привилегии для держателей карт Gold.
- Visa Signature — карточный продукт для особо состоятельных клиентов, отличительными особенностями которого являются максимальная покупательная способность, повышенные лимиты на различные группы операций по картам, эксклюзивные услуги в области отдыха, покупок и путешествий, а также консьерж-сервис и специальные возможности на личной странице в Интернете обрабатывается по классической (Classic) схеме транзакций.
- Visa Infinite — позиционируется как наиболее престижная карта для клиентов с наивысшей платёжеспособностью. В ряде случаев кредитный лимит по такой карте неограничен.
- Visa Black Card — имиджевый элитарный продукт. Материалом для изготовления служит не обычный пластик, а патентованный специальный углепласт. Позиционируется как символ принадлежности держателя к верхушке общества. Из-за повышенных требований в США владельцами этой карты могут стать не более 1 % жителей. Владелец сможет останавливаться в VIP-салонах международных аэропортов, пользоваться услугами консьерж-сервиса, обеспечивается туристическая страховка, покрытие ущерба при автомобильной аварии, возмещение затрат при отмене поездок.
- Visa Business Credit и Visa Business Debit — карты для представителей юридических лиц, предназначенные для расчётов в интересах бизнеса. Данные карты позиционируются как продукт для малого бизнеса.
- Visa Business Electron Card — карты позиционируются платёжной системой как продукт для малого бизнеса в странах с развивающейся экономикой.
- Visa Corporate — карты бизнес-сегмента, предназначенные для компаний среднего и крупного бизнеса.
- Visa Fleet — карты бизнес-сегмента, ориентированные на компании, использующие автотранспорт в своей основной деятельности. Этот тип карт помогает компаниям отслеживать эксплуатационные расходы своего автопарка, а также получать дополнительные скидки на топливо и сервисное обслуживание.
- Visa Debit — карта для каждодневных расходов. Её особенность состоит в том, что списание средств происходит с депозитного счёта клиента, как если бы он снимал со счёта наличные или выписывал чеки в оплату приобретённых товаров или услуг.
- Visa Prepaid Card — карта, баланс которой пополняется при выдаче в банке, и дальнейшие операции проводятся в пределах доступного остатка средств. Разновидностью данного типа карт является подарочная карта — Gift Card. Разновидностью данного типа карт можно считать и карты моментальной выдачи Visa Instant Issue — заранее персонализованные, но не персонифицированные (без указания имени держателя). Особенностью этого типа карт является быстрая выдача карты, как правило, в течение 15—20 минут с момента обращения клиента в банк.
- Visa TravelMoney — карта, предназначенная в первую очередь для безопасной перевозки денежных средств, например в ходе путешествия, являясь более технологичным аналогом дорожных чеков. Как правило, по данному виду карт возможны только операции снятия наличных в банкоматах, однако отдельные банки допускают и покупки по картам TravelMoney.
- Visa Mini Card — карта уменьшенного формата, нередко выпускается с отверстием, подразумевая использование и в качестве брелока и не только. Соседство с металлическими ключами крайне нежелательно и может пагубно сказаться как на записанной на магнитной полосе информации, так и привести к повышенному механическому износу карты. В силу нестандартного формата, этот тип карт невозможно использовать в банкоматах, терминалах с контактными чипами (бесконтактный протокол поддерживается — если карта снабжена таким чипом), также не получится использовать карту в импринтерах. Таким образом, данный продукт пригоден лишь для оплаты покупок или получения наличных в точках, оборудованных электронным терминалом, способным работать по магнитной полосе или бесконтактному чипу. По этой причине данный тип карт, как правило, выпускают в «связке» с картой стандартного формата, имеющей доступ к тому же картсчёту.
- Visa Buxx — целевой аудиторией этой карты являются подростки, не имеющие пока самостоятельного дохода. Родители имеют возможность зачислять на карту «безналичные карманные деньги» и контролировать движения по счёту.
- Visa Horizon — дебетовая карта, которая хранит средства на самом чипе, предварительно преавторизовывая их со счёта в банке. При её использовании нет необходимости устанавливать связь в режиме реального времени с банком-эмитентом для получения авторизации. Вся информация о доступном балансе находится на самой карте в памяти встроенного чипа и доступна для чтения терминалом в торговой точке. Держатель карты при необходимости может пополнить баланс на карточке со своего счёта в банке либо через банкомат, либо через один из терминалов в торговой сети или отделениях банка. Visa Horizon идеально подходит в тех случаях, когда существуют проблемы со связью или таковая вообще отсутствует. Поскольку для данного продукта отсутствует риск неплатёжеспособности или перерасхода средств за счёт предварительной авторизации, то Visa Horizon идеально подходит для выдачи клиентам, у которых отсутствуют банковская и кредитная истории. В отличие от карты с электронным кошельком, в котором баланс на карте предоплачивается и в случае потери карты клиент теряет непотраченные средства с карты, Visa Horizon позволяет восстановить остававшиеся к моменту потери карты средства на счету клиента в банке.
- Visa Cash или, как ещё её принято называть, «электронный кошелёк», является предоплаченной картой и совмещает в себе удобства платёжных карт с защищённостью и функциональностью встроенного чипа. Карта Visa Cash позволяет легко и быстро оплачивать мелкие расходы, поэтому в основном может использоваться для покупки недорогих предметов, таких, как газеты, билеты в кино, для оплаты непродолжительных телефонных переговоров и т. д. Карта Visa Cash может быть либо пополняемой, либо одноразовой. Решение об этом принимается банком-эмитентом, выдающим карту, и согласовывается с клиентом.
- Visa Payroll — обычный тип карт, который сразу при приобретении предоставляет страховку личного имущества человека, приобретённого при помощи данной карты Visa. Общая сумма страховки не может превышать 50 тысяч долларов на человека. На данный момент такие карты выпускаются только в США.[48]
- Visa Check, Visa Gold Check и Visa Business Check — карты, созданные для сотрудничества с программами накопления миль у авиаперевозчиков. В основном это касается системы WorldPerks компании NWA[49]
- Visa Platinum Check — аналогична предыдущим трём картам, однако не может быть объединена с программой WorldPerks, хотя предоставляет бо́льшие возможности для обладателей, чем Visa Check или Visa Gold Check.
- Visa Purchasing — карта предлагается банками с 1994 года и предназначена для учёта затрат на офисные нужды. Карта может быть использована как средними, так и крупными компаниями и выдаётся, как правило, людям, отвечающим в этих компаниях за хозяйственную деятельность. Её использование позволяет компаниям как частного, так и государственного сектора обходиться без требующего много труда и бумаг процесса оформления небольших закупок товаров и услуг. Карта непосредственно предназначена для закупки товаров и оплаты услуг на сумму в пределах 5 тысяч долларов США. Для данных карт к банкам предъявляются требования по специальной форме отчётности при выставлении счетов. Благодаря этой форме предприятие может существенно сэкономить на административных расходах, связанных с приобретением товаров, а также получить информацию, анализ которой может быть взят за основу для проведения переговоров с поставщиками товаров и услуг относительно более выгодных условий сотрудничества.
- Visa Commercial — создаёт простую консолидацию расходных данных со всех отделов, подразделений и дочерних предприятий компании, что обеспечивает интегрированный обзор всех расходов по проведению мероприятий и закупкам, а также командировочных расходов.

Следует обратить внимание, что в некоторых странах или регионах доступны не все виды карт; это может быть связано с особенностями законодательства той или иной страны, а также региональными ограничениями самой платёжной системы.

## Принцип работы и особенности

### Операции
VISA выпускает следующие три типа карт:
- Дебетовые карты (деньги кладутся на сберегательный счёт и затем списываются при использовании)
- Кредитные карты (клиент вносит ежемесячный платёж для погашения задолженности, а также гасит нарастающие проценты)
- Предоплаченные карты (оплата при помощи расчётного счёта, на который нельзя выписывать чеки)

Visa на данный момент работает с системами PLUS и Interlink EFTPOS системой для кассовых аппаратов, которые используют «дебетовый» протокол как с дебетовыми, так и с предоплаченными картами.
Карты Visa широко применяются для расчётов в интернете. Некоторые ограничения имеются только для Visa Electron, которые на сегодняшний день не принимаются большинством мерчантов.
Для совершения покупки достаточно заполнить на сайте магазина форму, в которой указать реквизиты карты, такие, как номер карты, дату окончания действия, номер CVV2 (на обороте карты, рядом с магнитной полосой). В некоторых случаях так же запрашивается имя держателя карты и почтовый адрес. Минимальные данные, достаточные для совершения покупки на сайте, это номер карты и дата окончания действия.
Для повышения безопасности расчётов в интернете система Visa ввела дополнительную меру безопасности, получившую название Verified by Visa, или VbV, так же называемая технологией 3-D Secure. Суть системы в том, что при оплате товаров или услуг в интернете необходимо ввести дополнительный проверочный код, который владелец карты получает от банка-эмитента карты. Однако это не предотвращает полностью возможности совершения сделок без проверки дополнительным кодом. Если клиент расплачивается только в тех интернет-магазинах, где используется Verified by Visa, данные могут быть скомпрометированы (номер карты, имя владельца, срок действия, cvv2-код), и в последующем использованы для проведения платежей от имени клиента без проверки дополнительным кодом. В этом случае клиент может оспорить незаконные платежи в банк, выпустивший карту, и вернуть свои средства, поскольку в них не использовалась проверка.

### Безопасность
Платёжная система VISA позволяет магазину проводить оплату для карт Visa по данным карты (номер карты, срок действия карты, защитный код cvv2, в некоторых случаях имя держателя карты и его почтовый адрес), без необходимости подтверждения оплаты дополнительным проверочным кодом (технология 3-D Secure). Такой подход к оплате предполагает что в случае спора по данной покупке магазин возьмёт на себя риски, связанные с правомерностью оплаты и средства будут возвращены держателю карты. Таким образом, у магазина, поддерживающего технологию 3-D Secure есть выбор — дополнительно проверить покупку используя проверочный код, уменьшив риск возможного мошенничества, либо не использовать данную проверку, взяв на себя связанные с возможным мошенничеством риски.
Код cvv2 (номер нанесён на обратной стороне пластиковой карты) запрещено сохранять на любом из этапов осуществления покупки любым из участников платёжной системы. Таким образом значительно снижается риск последующих мошеннических покупок при компрометации сохранённых платёжных реквизитов карт, поскольку cvv2 попросту нигде не хранится. Такая мера безопасности позволяет удостовериться в том, что у покупателя есть физический доступ к карте при каждой покупке.

### Новые сервисы
В сентябре 2007 года Visa запустила программу Visa payWave, направленную на создание бесконтактных технологий, позволяющих владельцам карт лишь подносить карту к терминалу и не требующих прикладывать или вставлять карту в банкомат. Аналогом такой системы является Mastercard Contactless сервис, использующий RFID-технологию.
В Европе Visa представила V PAY — решение только для смарт-карт, с PIN-кодом.
В 2022 году Visa разработала решение для автоплатежей на блокчейне. В документе, опубликованном компанией, подробно описывается новая концепция, основанная на технологии Account Abstraction (АА) от разработчиков Ethereum. Она позволит реализовать автоматическое проведение заранее запланированных платежей с помощью смарт-контрактов в некастодиальных кошельках пользователей.
В 2024 году Visa представила платформу VTAP, цель которой — помочь банкам с выпуском и тестом токенов, обеспеченных фиатом. Согласно заявлению Visa, глобальная задача платформы — обеспечить взаимодействие банков с рынками капитала на блокчейне. Созданные на ней токены выступят средством взаиморасчётов и обеспечением при торговле токенизированными активами реального мира (RWA). Проект находится на этапе тестирования. Его проводит банк Banco Bilbao Vizcaya Argentaria (BBVA) в Испании. Предполагается, что пилот будет запущен в сети Ethereum в 2025 году.

### Правила
Правила Visa являются конфиденциальными и предоставляются только банкам-участникам Visa. Однако Visa пошла на некоторые уступки после принятия закона «О национальной платёжной системе» и разместила упрощённый вариант своих правил на русском языке:
Все принципы и правила работы системы VISA созданы для того, чтобы решить следующие вопросы:
- Каким образом идентифицировать владельцев карты (соображение безопасности)?
- Как банки могут отменять совершённые транзакции?
- Как нужно сотрудничать с банками, чтобы защититься от мошенников?
- Как совмещать данные правила с отсутствием дискриминации в отношении пользователей VISA?

При оплате в интернете через платёжную систему VISA по картам Visa по следующим данным: номер карты, имя владельца, срок действия карты, CVV2-код, система VISA не может гарантированно установить, что оплату совершает законный владелец карты, однако сама транзакция признаётся законной в любом случае и может в дальнейшем быть оспорена владельцем карты. Деньги по транзакции в ходе расследования будут возвращены клиенту в случае, если расследование установит, что законный владелец оплату не совершал.
Одним из правил организации является невозможность банков взимать дополнительную комиссию при использовании карт. Зачастую банки, не знающие чётко правила системы, могут устанавливать комиссию, а по кредитным картам — выше, чем по дебетовым. Некоторые страны законодательно отменили правило невзимания комиссии — одной из первых стала Великобритания., аналогичные правила ввели и в Австралии В таких странах комиссия может действовать практически на любые операции, совершаемые с картой Visa или какой-то другой. Однако в той же Великобритании эта дополнительная комиссия не может превышать сумму, уплаченную владельцем карты при её выпуске. Торговым точкам запрещено устанавливать различные комиссии по одним и тем же картам.
Другие правила касаются создания качественной системы подтверждения личности предъявителя карты (как минимум предъявление PIN-кода или личной подписи), а также менее надёжная защита в виде заявлений предъявителя карты или заранее сделанной брони.
Ещё одним важным правилом, которое часто забывают, является то, что ни одной торговой точке не требуется удостоверение личности владельца карты с фотографией для оформления сделки. В отличие от Mastercard, Visa разрешает торговым точкам делать запрос об удостоверении личности, хотя руководство считает это правило «разочаровывающим». С того момента как операция была произведена по карте, ни одна организация не может её отменить, сославшись на то, что клиент не предоставил удостоверение личности с фотографией. В некоторых странах (Аргентина, Испания, Швеция) удостоверение личности по факту всё же необходимо для совершения сделок, несмотря на общие правила VISA.

### Стандарт EMV
Недавно Visa, объединив усилия с Europay и Mastercard, разработала индустриальный стандарт EMV (Europay, Mastercard, Visa) для платёжных чиповых карт с кредитно-дебетовыми приложениями. Использование стандарта EMV означает, что чиповые карты будут приниматься в торгово-сервисной сети и банкоматах во всём мире и в дальнейшем смогут получить такое же широкое распространение, как и карточки с магнитной полосой.
Индикатор возможности бесконтактной оплаты на картах, POS-терминалах, магазинах — используется для отображения возможности бесконтактной оплаты картой Visa в торговых точках и на картах. Является обязательным для отображения на всех терминалах, соответствующих ISO 14443 и Бесконтактным Спецификациям EMVCo.

## Торговая марка и дизайн

### Размеры

Современная карта Райффайзенбанка

- Размеры стандартной пластиковой карточки составляют 53,98 мм х 85,60 мм х 0,76 мм[59]
- Размеры карты уменьшенного формата (Visa Mini Card) составляют 40 мм х 66 мм[60] (меньше стандартной на 43 %). На ней имеется отверстие в нижнем левом углу, позволяющее использовать мини-карту, например, в качестве брелока. Возможна вертикальная ориентация нанесённой на карту визуальной информации, при этом отверстие отсутствует[61].

### Логотип
Логотип Visa выполнен в голубом и золотом цветах, которые символизируют голубое небо и холмы Калифорнии, напоминающие золото. Именно там был основан Bank of America.
Символ Visa используется различными учреждениями повсеместно для обозначения того, что они принимают карты к оплате.
В 2006 Visa убрала свой старый логотип со всех своих карт, интернет-сайтов и торговых точек. Это был лишь первый раз, когда Visa изменила свой логотип.
Ранее логотип содержал голубые буквы VISA на белом фоне, а буква V имела оранжевую полоску (см. выше). Новый логотип не имеет оранжевой полоски.

### Голограмма с голубем

Голограмма с голубем

В 1984 большая часть карт стала содержать прямоугольную голограмму с голубем на лицевой стороне, в месте эмбоссирования 4 последних цифр полного номера карты Visa. Данная норма была введена как элемент безопасности — голограмма является трёхмерной и видоизменяется при повороте карты. В то же время логотип Visa, который раньше покрывал всю лицевую часть карты, был сильно уменьшен до небольшой эмблемы в правой части карты. Это позволило банкам создавать наглядные различия между картами, например, для указания места эмитирования. Примерно такие же изменения произошли и с дизайном карточек Mastercard.
Цвет голограммы зависит от категории карты: на картах Gold и эквивалентных продуктах корпоративной линейки используется голограмма на золотой фольге, на всех остальных — основа голограммы серебряная. Голограмму допустимо не размещать на продуктах начального уровня — Visa Electron и VPay. На картах уменьшенного формата (Visa Mini) используется голограмма меньшего размера. Для карт Visa Infinite используется специальный защитный элемент неправильной формы, сочетающий в себе голограмму с традиционным для всех карт Visa голубем и кинеграмму — полупрозрачный фрагмент, создающий эффект движения при изменении угла наклона.
На большей части карт Visa на лицевой стороне при освещении ультрафиолетом появляется изображение голубя — это дополнительный элемент защиты. (На новых картах изображение голубя заменено на стилизованную букву V из логотипа Visa.)
В начале 2005 г. стандарт Visa был изменён с целью создания в задней части карты магнитной полосы с голографическим элементом («HoloMag»).. Данный элемент представлял собой магнитную полосу, совмещённую с защитной голограммой, что позволило не наносить стандартную голограмму на лицевую сторону карты. Чуть позже использование HoloMag было приостановлено из-за конфликта с различными системами, воспринимающими магнитные карты. Однако некоторые банки уже успели воспользоваться преимуществами дизайна карт, когда обязательный элемент — голограмма — не отнимал часть полезной площади лицевой стороны карточки. Идя навстречу, Visa разрешила располагать голограмму на обороте карты. В этом случае требование по расположению остаётся приблизительно тем же: часть номера карты (в этом случае уже не обязательно последний квартет) обязательно должна быть пробита именно на голограмме.

### Сотрудничество с программойISIC
Совместно с программой ISIC разработано три стандарта карт — ISIC (для студентов), IYTC (карта молодого путешественника) и ITIC (для преподавателей). В разных странах мира разные банки оформляют такие карты. Они сочетают в себе как сами функции карт VISA, так и возможности получения скидок по программам ISIC. Данная карта является также удостоверением личности и может где угодно использоваться без предоставления других документов.
Как правило, обслуживание таких карт стоит дешевле, чем обслуживание обычных карт VISA в том же самом банке.
Данная карта может быть предоставлена:
- студентам дневных и вечерних отделений очной формы обучения от 18 лет до достижения 24-летнего возраста, до 3 курса обучения включительно;
- аспирантам (магистратура, ординатура) дневных и вечерних отделений очной формы обучения 1-го и 2-го года обучения от 18 лет до достижения 24-летнего возраста.

Документы, которые необходимо предоставить для оформления карты:
- студенческий билет или документ, подтверждающий факт обучения: справка из вуза, зачётная книжка, читательский билет, удостоверение аспиранта, удостоверение ординатора с отметками о курсе обучения;
- паспорт;
- цветное фото 3×3 см — 1 шт;
- заполненная анкета банка.

## Спонсорские контракты

### Олимпийские игры
Компания Visa является постоянным партнёром Олимпийского движения с 1986 года.
К Олимпийским играм 2008 года Visa организовала лотерею, в которой разыгрывались билеты в Пекин на Олимпийские игры.
29 сентября 2009 года VISA была официальным спонсором команды Великобритании на Олимпийских играх в Лондоне 2012 года.
Контракт с МОК предусматривает эксклюзивное право VISA быть единственной электронной системой, которую смогут использовать на Олимпиадах до 2032 года.

### Другое
В знаменитой кинокомедии «Один дома 2: Потерявшийся в Нью-Йорке» присутствует продакт-плейсмент компании. Главный герой Кевин Маккаллистер снимает номер в отеле «Плаза» с помощью карты VISA показанной в частности крупным планом.
На данный момент VISA временно спонсирует национальную команду Аргентины по регби. Также Visa спонсирует Кубок Либертадорес и Южноамериканский кубок — наиболее важные футбольные турниры в Южной Америке.
До 2005 года Visa была эксклюзивным спонсором скачек чистокровных лошадей.
В 2006—2007 годах Visa была спонсором Centennial Park Moonlight Cinema, расположенного в Сиднее.
Visa также спонсировала чемпионат мира по регби 2007.
Visa сменила Mastercard как главного спонсора FIFA и являлась официальным спонсором чемпионата мира по футболу 2010 в ЮАР.
В России VISA финансировала реставрацию уникальных роялей Московской консерватории, спонсировала создание одного из последних популярных кинофильмов о Джеймсе Бонде, а также создание известного реалити-шоу «Последний герой-2».
В начале декабря 2010 года хакеры начали масштабную атаку на интернет-сайты организаций, поддержавших давление на Wikileaks. Заблокированы порталы Visa и Mastercard, сервис PayPal, сайты прокуратуры Швеции и Swiss Post Office Bank.